# Armorial des reines de France
Cet armorial présente les armoiries des reines de France.
La principale source des armoiries des reines de France provient de leur sceau et de leur contre-sceau. Les premières armoiries apparaissent au cours du XIIe siècle, mais il faut attendre encore un siècle pour voir apparaître des armoiries sur les sceaux des reines. D'une manière générale, les premiers sceaux de reine à avoir des armoiries peuvent présenter les deux sceaux du mari (c'est-à-dire d'azur semé de fleurs de lys d'or, qui est de France) et du père de la reine, tandis que le contre sceau, plus petit, montrent un parti entre ces deux armoiries.
Au cours des XIIIe et XIVe siècles, surviennent plusieurs évolutions du système des armoiries des reines de France :
- Jusqu'au XIIIe siècle, les écus avaient la forme d'un bouclier, et les formes losanges puis circulaires apparaissent avec les premiers Valois.
- l'abandon des deux écus accolés, qui ne sont plus utilisés après Jeanne Ire d'Auvergne.
- la simplification héraldique des armes de France, remplacent le semé de lys par trois fleurs de lys. C'est apparemment Marie d'Anjou la première reine à porter ces armoiries modernes, décidée par le grand-père de son mari.
- le parti de France est remplacé par un mi-parti, probablement pour relativiser le rôle de la reine et marquer qu'elle n'est reine que par le mariage. Les seules exceptions à ce système sont, Marie Tudor, fille d'un roi d'Angleterre, Claude de France, fille d'un roi de France, Éléonore de Habsbourg, sœur d'un empereur et Marie Stuart, reine (d'Écosse) par hérédité. Il semble donc que l'usage du parti ou du mi-parti dépende du statut de la reine avant son mariage (mais curieusement, Anne d'Autriche n'a pas eu droit aux armes complètes).

En 1660, Marie-Thérèse d'Autriche, la jeune reine épousée par Louis XIV a les mêmes armes personnelles qu'Anne d'Autriche, sa belle-mère et tante paternelle, laquelle est encore vivante. Afin d'éviter les confusions entre les armoiries, elle se voit octroyer l'écu complet de France.
Les deux dernières reines, Marie Leszczyńska et Marie-Antoinette d'Autriche, abandonnent la pratique des écus en partie, pour revenir aux deux écus accolés.

## Les armoiries des reines capétiennes
| Figure       | Figure       | Reine et description |
| ------------ | ------------ | --- |
| Probablement | Probablement | Isabelle de Hainaut (1170 † 1190), mariée en 1180 à Philippe II Auguste (1165 † 1223) Son sceau la représente debout, couronnée et tenant une fleur de lys et un sceptre. Son contre-sceau est inconnu. Un sceau de son père Baudouin V datant de 1195 montre : chevronné d'or et de sable. |
| Probablement | Probablement | Ingeburge de Danemark (v. 1175 † 1236), mariée en 1193 à Philippe II Auguste (1165 † 1223) Elle n'a eu ni sceau, ni contre-sceau. Son père portait : d'or, à neuf cœurs de gueules, posés en trois pals, à trois lions léopardés d'azur, armés et lampassés de gueules, couronnés du champ, brochant sur-le-tout. |
| Probablement | Probablement | Agnès de Méranie (v. 1180 † 1201), mariée en 1180 à Philippe II Auguste (1165 † 1223) Son sceau et son contre-sceau ne sont pas connus. Son père portait : d'azur à l'aigle d'argent. |
| Probablement | Probablement | Blanche de Castille (1188 † 1190), mariée en 1200 à Louis VIII le Lion (1187 † 1226) Son sceau la représente entre six fleurs de lys, son contre sceau montre le château de Castille associé à trois fleurs de lys. Son père portait : de gueules au château donjonné de trois tours d'or ouvert et ajouré d'azur. Plusieurs vitraux contemporains la représentent avec ces armoiries, et le château est un élément héraldique repris par ses fils cadets pour accompagner leur brisure : - Robert de France, comte d'Artois. - Alphonse de France, comte de Poitiers. - Charles de France, comte d'Anjou. |
| Contre-sceau | Contre-sceau | Marguerite de Provence (1221 † 1295), mariée en 1234 à Louis IX (1214 † 1270) Son sceau la représente couronnée avec le sceptre sous un dais et son contre-sceau montre une fleur de lys fleuronnée (identique à celui de son époux). Son père portait : d'or à quatre pals de gueules. Ses armes sont connues par d'anciennes clés de voûte, un sceau du Cartulaire des cordeliers de Pontoise, et plus récemment un petit objet d'argent, désigné sous le nom de palette. |
| Probablement | Probablement | Isabelle d'Aragon (1247 † 1271), mariée en 1262 à Philippe III le Hardi (1245 † 1285) Son sceau et son contre-sceau ne sont pas connus. Son père portait : d'or à quatre pals de gueules. |
| Contre-sceau | Contre-sceau | Marie de Brabant (1254 † 1321), mariée en 1274 à Philippe III le Hardi (1245 † 1285) Son sceau la représente debout, couronnée, tenant un sceptre et entourée de onze fleurs de lys. Son contre-sceau porte : parti d'azur semé de fleurs de lys d'or, qui est de France, et de sable, au lion d'or, armé et lampassé de gueules, qui est de Brabant. |
| Sceau        | Contre-sceau | Jeanne Ire de Navarre (1271 † 1305), mariée en 1284 à Philippe IV le Bel (1268 † 1314) Son sceau la représente debout, couronnée, tenant un sceptre et entourée des écus de France et de Navarre (de gueules à l'escarboucle besanté d'or). Sur son contre-sceau, il y a parti, en 1 de France, qui est d'azur semé de fleurs de lys d'or et en 2 coupé, au premier de Navarre, qui est de gueules à l'escarboucle besanté d'or et au second de Champagne qui est d’azur à la bande d’argent côtoyée de deux doubles cotices potencées et contre-potencées d’or.                                           |
|              |              | Marguerite de Bourgogne (1290 † 1315), mariée en 1305 à Louis X le Hutin (1289 † 1316) Marguerite de Bourgogne n'a jamais été couronnée reine, étant déjà emprisonnée pour adultère à l'avènement de son mari. Elle n'a donc ni sceau, ni contre-sceau. Son père portait : bandé d'or et d'azur, à la bordure de gueules. |
| Sceau        | Contre-sceau | Clémence de Hongrie (1293 † 1328), mariée en 1315 à Louis X le Hutin (1289 † 1316) Son sceau la représente debout, couronnée, tenant un sceptre et entourée des écus de France et de Hongrie (fascé de gueules et d’argent de huit pièces). Sur son contre-sceau, il y a parti, en 1 de France, qui est d'azur semé de fleurs de lys d'or et en 2 de Hongrie, qui est fascé de gueules et d’argent de huit pièces. |
| Sceau        | Contre-sceau | Jeanne II de Bourgogne (1291 † 1330), mariée en 1307 à Philippe V le Long (1293 † 1322) Son sceau montre les deux écus de France et du comté de Bourgogne (d'azur semé de billettes d'or au lion du même, armé et lampassé de gueules, brochant sur le tout). Sur son contre-sceau, il y a parti, en 1 de France, qui est d'azur semé de fleurs de lys d'or et en 2 de Bourgogne comtale, qui est d'azur semé de billettes d'or au lion du même, armé et lampassé de gueules, brochant sur le tout. |
|              |              | Blanche de Bourgogne (1296 † 1326), mariée en 1308 à Charles IV le Bel (1294 † 1328) Blanche de Bourgogne n'a jamais été couronnée reine, étant déjà emprisonnée pour adultère à l'avènement de son mari. Elle n'a donc ni sceau, ni contre-sceau. Son père portait : d'azur semé de billettes d'or au lion du même, armé et lampassé de gueules, brochant sur le tout. |
| Probablement | Contre-sceau | Marie de Luxembourg (1305 † 1324), mariée en 1322 à Charles IV le Bel (1294 † 1328) Son sceau et son contre-sceau ne sont pas connus avec certitude. Selon les armoiries paternelles, elle a probablement porté parti, en 1 de France, qui est d'azur semé de fleurs de lys d'or et en 2 de Luxembourg, qui est burelé d'argent et d'azur au lion rampant de gueules, couronné, armé et lampassé d'or. |
| Sceau        | Contre-sceau | Jeanne d'Évreux (1310 † 1371), mariée en 1325 à Charles IV le Bel (1294 † 1328) Son sceau montre les deux écus de France et du comté de Bourgogne (d'azur semé de fleurs de lys d'or à la bande componée d'argent et de gueules). Sur son contre-sceau, il y a parti, en 1 de France, qui est d'azur semé de fleurs de lys d'or et en 2 de Bourgogne comtale, qui est d'azur semé de fleurs de lys d'or à la bande componée d'argent et de gueules. |

## Les armoiries des reines Valois
| Figure                | Figure                | Reine et description |
| --------------------- | --------------------- | --- |
| Sceau                 | Contre-sceau          | Jeanne de Bourgogne (1293 † 1349), mariée en 1313 à Philippe VI de Valois (1293 † 1350) Son sceau montre les deux écus de France et du duché de Bourgogne (bandé d'or et d'azur, à la bordure de gueules). Son contre-sceau porte parti, de France, qui est d'azur semé de fleurs de lys d'or et de Bourgogne ducale, qui est bandé d'or et d'azur, à la bordure de gueules dans un écu de forme losange. |
| Sceau et contre-sceau | Sceau et contre-sceau | Blanche de Navarre (1331 † 1398), mariée en 1350 à Philippe VI de Valois (1293 † 1350) Son sceau montre les deux écus, l'un de France, l'autre mi-parti de France et de Navarre-Evreux. Ce second écus est repris sur le contre sceau : parti, de France, qui est d'azur semé de fleurs de lys d'or et coupé de Navarre, qui est de gueules aux chaînes d'or posées en orle, en croix et en sautoir, chargées en cœur d'une émeraude au nature et d'Évreux qui est d'azur semé de fleurs de lys d'or à la bande componée d'argent et de gueules. |
| Sceau                 | Contre-sceau          | Jeanne Ire d'Auvergne (1326 † 1360), mariée en 1350 à Jean II le Bon (1319 † 1364) Son sceau montre les deux écus de France et d'Auvergne (d’or au gonfanon de gueules frangé de sinople). Son contre-sceau montre mi-parti, de France, qui est d'azur semé de fleurs de lys d'or et d'Auvergne, qui est d’or au gonfanon de gueules frangé de sinople. |
|                       |                       | Jeanne de Bourbon (1338 † 1378), mariée en 1350 à Charles V le Sage (1337 † 1380) Son sceau et son contre sceau ne sont pas connus, mais ses armes sont représentées à la Sainte-Chapelle de Vincennes. Elle a porté : parti, de France, qui est d'azur semé de fleurs de lys d'or et de Bourbon qui est d'azur semé de fleurs de lys d'or à la bande de gueules. |
|                       |                       | Isabeau de Bavière (1370 † 1435), mariée en 1385 à Charles VI (1368 † 1422) Son sceau la représente devant une tapisserie parti de France et de Bavière et son contre sceau montre un écu : parti, de France ancien, qui est d'azur semé de fleurs de lys d'or et de Bavière qui est fuselé en bande d'azur et d'argent. Les deux formes losange et circulaire de son blason existent. De même, ses armoiries se retrouvent à la Sainte-Chapelle du château de Vincennes, avec le semé de France, qui laisse supposer que le passage du semé de France aux 3 fleurs de lis ne date en réalité que de Charles VI, après 1385. |
|                       |                       | Marie d'Anjou (1404 † 1463), mariée en 1422 à Charles VII (1403 † 1461) parti de mi-parti de France moderne, qui est d'azur aux trois fleurs de lys d'or et contre-parti d'argent à la croix potencée d'or, cantonnée de quatre croisettes du même et mi-parti d'azur semé de lys d'or et au lambel de gueules et d'azur semé de lys d'or et à la bourdure de gueules. |
|                       |                       | Charlotte de Savoie (1442 † 1483), mariée en 1451 à Louis XI (1423 † 1483) parti de mi-parti de France moderne, qui est d'azur aux trois fleurs de lys d'or et de Savoie, qui est de gueules à la croix d'argent. |
|                       |                       | Anne de Bretagne (1477 † 1514), mariée en 1491 à Charles VIII (1468 † 1498) parti de mi-parti de France moderne, qui est d'azur aux trois fleurs de lys d'or et de Bretagne, qui est d'hermine. |
|                       |                       | Jeanne de France (1464 † 1505), mariée en 1476 à Louis XII (1462 † 1515) de France moderne, qui est d'azur aux trois fleurs de lys d'or avec un trait de sable sur la ligne de parti. |
|                       |                       | Anne de Bretagne (1477 † 1514), mariée en 1491 à Charles VIII (1470 † 1598), puis en 1499 à Louis XII (1462 † 1515) parti de mi-parti de France moderne, qui est d'azur aux trois fleurs de lys d'or et de Bretagne, qui est d'hermine. |
|                       |                       | Marie Tudor (1496 † 1533), mariée en 1514 à Louis XII (1462 † 1515) parti, de France moderne, qui est d'azur aux trois fleurs de lys d'or et écartelé au 1 et 4 de France moderne d'azur aux trois fleurs de lys d'or et au 2 et 3 d'Angleterre, qui est de gueules aux trois léopards d'or, armés, lampassés d'azur. |
|                       |                       | Claude de France (1499 † 1524), mariée en 1514 à François Ier (1494 † 1547) parti, de France moderne, qui est d'azur aux trois fleurs de lys d'or et écartelé au 1 et 4 d'azur aux trois fleurs de lys d'or et au 2 et 3 d'hermine. |
|                       |                       | Éléonore de Habsbourg (1498 † 1558), mariée en 1530 à François Ier (1494 † 1547) parti, de France moderne, qui est d'azur aux trois fleurs de lys d'or et écartelé au I et IV contre-écartelé en 1 et 4 contre-contre-écartelé en 1 et 4, de gueules au château d'or ouvert et ajouré d'azur et en 2 et 3 d'argent au lion de gueules armé, lampassé et couronné d'or, en 2 et 3 parti en 1 d'or à quatre pals de gueules et en 2 écartelé en sautoir d'or aux quatre pals de gueules et d'argent à l'aigle de sable, et au II et III contre-écartelé contre-contre-écartelé en 1 de gueules à la face d'argent, en 2 d'azur semé de fleurs de lys d'or à la bande componée d'argent et de gueules, en 3 bandé d'or et d'azur de six pièces, à la bordure de gueules et en 4 de sable au lion d'or, armé et lampassé de gueules, sur le tout du contre-écartelé parti d'or au lion de sable armé, couronné et lampassé de gueules et d'argent à l'aigle éployé de gueules, membré et becqué d'or. |
|                       |                       | Catherine de Médicis (1519 † 1589), mariée en 1533 à Henri II (1519 † 1559) parti de mi-parti de France, qui est d'azur aux trois fleurs de lys d'or et écartelé au I et IV de Médicis, qui est d'or à six boules en orles, la supérieure de France, les autres de gueules, au II et III contre écartelé au 1 et 4 de la Tour qui est d'azur semé de fleurs de lys d'or et à la tour d'argent maçonnée et ouverte de sable, au 2 et 3 d'Auvergne, qui est d'or au gonfanon de gueules frangé de sinople avec sur le tout de Boulogne, qui est d'or à trois tourteaux de gueules. |
|                       |                       | Marie Stuart (1542 † 1587), mariée en 1558 à François II (1540 † 1562) parti de France, qui est d'azur aux trois fleurs de lys d'or et écartelé au 1 et 4 d'Écosse, qui est d'or, au lion de gueules, au double trescheur fleuronné et contre-fleuronné du même et au 2 et 4 au 1 et 4 de France moderne d'azur aux trois fleurs de lys d'or et au 2 et 3 d'Angleterre, qui est de gueules aux trois léopards d'or, armés, lampassés d'azur. |
|                       |                       | Élisabeth d'Autriche (1554 † 1592), mariée en 1570 à Charles IX (1550 † 1574) parti de mi-parti de France, qui est d'azur aux trois fleurs de lys d'or et écartelé en 1 et 4 de gueules, au lion d'argent à la queue fourchée passée en sautoir, couronné, armé et lampassé d'or et en 2 et 3 fasce de gueules et d'argent, sur le tout parti de gueules à la fase d'argent et bandé d'or et d'azur à la bordure de gueules. |
|                       |                       | Louise de Lorraine-Vaudémont (1553 † 1601), mariée en 1575 à Henri III (1551 † 1589) parti de mi-parti de France, qui est d'azur aux trois fleurs de lys d'or et de Lorraine, qui est coupé et parti en 3, au premier fascé de gueules et d'argent, au second d'azur semé de lys d'or et au lambel de gueules, au troisième d'argent à la croix potencée d'or, cantonnée de quatre croisettes du même, au quatrième d'or aux quatre pals de gueules au cinquième parti d'azur semé de lys d'or et à la bordure de gueules, au sixième d'azur au lion contourné d'or, armé, lampassé et couronné de gueules, au septième d'or au lion de sable armé et lampassé de gueules, au huitième d'azur semé de croisettes d'or et aux deux bar d'or. Sur le tout d'or à la bande de gueules chargé de trois alérions d'argent. Contrairement à l'usage, elle ne semble pas avoir toujours conservé le lambel d'azur, ainsi que le montre un jeton portant ses armes ainsi que la reproduction d'un vitrail aux Cordeliers de Paris. Dans son contrat de mariage et sur son inscription funéraire elle se fait appeler Louise de Lorraine et non Louise de Vaudémont (avant son mariage, elle était appelée « Mademoiselle de Vaudémont »). L'annonce du mariage d'Henri III et de Louise de Lorraine avait étonné la cour et le pays tout entier car le parti était modeste pour un roi de France, aussi Louise de Lorraine a-t-elle probablement voulu rehausser son statut en faisant mine d'appartenir à la branche aîné des Lorraine, ce qui s'est traduit par son appellation ainsi que ses armoiries. |

## Les armoiries des reines Bourbon et Orléans
| Figure | Reine et description |
| ------ | --- |
|        | Marguerite de France (1553 † 1615), mariée le 18 août 1572 à Henri IV de Bourbon (1553 † 1610). Mariage déclaré nul en 1599. de France moderne, qui est d'azur aux trois fleurs de lys d'or. Il est en effet difficile de savoir les armoiries exactes de Marguerite de France en tant que reine, ni même si elle a eu des armories de reine. Bien que « reine de droit », elle ne l'a pas été de fait : emprisonnée, séparée de son mari, elle ne s'en rapproche que pour accepter le principe de l'annulation de son mariage, il n'existe par conséquent pas de représentation de ses armoiries de reine de France. La seule certitude est qu'en tant que fille d'un roi de France, elle a porté les armes de France dans un écu féminin. |
|        | Marie de Médicis (1573 † 1642), seconde épouse de Henri IV, mariée le 17 décembre 1600. Fille de François Ier, grand-duc de Toscane. Régente de Louis XIII de 1610 à 1614. parti de mi-parti de France, qui est d'azur aux trois fleurs de lys d'or et de l'écartelé au 1 et 4 de Médicis, qui est d'or à six boules en orles, la supérieure de France, les autres de gueules et au 2 et 3 d'Autriche, qui est de gueules à la fasce d'argent. |
|        | Anne d'Autriche (1601 † 1666), mariée en 1615 à Louis XIII (1601 † 1643) parti de mi-parti de France, qui est d'azur aux trois fleurs de lys d'or et du coupé en chef parti en 1 écartelé en 1 et 4, de gueules au château d'or ouvert et ajouré d'azur et en 2 et 3 d'argent au lion de gueules armé, lampassé et couronné d'or, en 2 parti en 1 d'or à quatre pals de gueules et en 2 écartelé en sautoir d'or aux quatre pals de gueules et d'argent à l'aigle de sable, accompagné en pointe d'argent à une pomme grenade de gueules, tigée et feuilleté de sinople, sur le tout d'argent aux cinq écus d'azur disposés en croix, chaque écu chargé de douze besants d'argent et en pointe écartelé en 1 de gueules à la fasce d'argent, en 2 d'azur semé de fleurs de lys d'or à la bande componée d'argent et de gueules, en 3 bandé d'or et d'azur de six pièces, à la bordure de gueules et en 4 de sable au lion d'or, armé et lampassé de gueules, sur le tout parti d'or au lion de sable armé, couronné et lampassé de gueules et d'argent à l'aigle éployé de gueules, membré et becqué d'or. |
|        | Marie-Thérèse d'Autriche, (1638 † 1683), mariée en 1660 à Louis XIV (1638 † 1715) parti de France, qui est d'azur aux trois fleurs de lys d'or et du coupé en chef parti en 1 écartelé en 1 et 4, de gueules au château d'or ouvert et ajouré d'azur et en 2 et 3 d'argent au lion de gueules armé, lampassé et couronné d'or, en 2 parti en 1 d'or à quatre pals de gueules et en 2 écartelé en sautoir d'or aux quatre pals de gueules et d'argent à l'aigle de sable, accompagné en pointe d'argent à une pomme grenade de gueules, tigée et feuilleté de sinople, sur le tout d'argent aux cinq écus d'azur disposés en croix, chaque écu chargé de douze besants d'argent et en pointe écartelé en 1 de gueules à la fasce d'argent, en 2 d'azur semé de fleurs de lys d'or à la bande componée d'argent et de gueules, en 3 bandé d'or et d'azur de six pièces, à la bordure de gueules et en 4 de sable au lion d'or, armé et lampassé de gueules, sur le tout parti d'or au lion de sable armé, couronné et lampassé de gueules et d'argent à l'aigle éployé de gueules, membré et becqué d'or. |
|        | Marie Leszczyńska (1703 † 1768), mariée en 1725 à Louis XV (1710 † 1774) Deux écus accolés : celui de France (d'azur aux trois fleurs de lys d'or) et celui de Stanislas Ier Leszczynski, roi de Pologne et père de la reine (écartelé en 1 et 4 de Pologne, qui est de gueules, à l'aigle d'argent, becquée, languée, membrée, liée et couronnée d'or et en 2 et 3 de Lithuanie qui est de gueules, à un chevalier, armé de toutes pièces d'argent, monté sur un cheval galopant du même, bridé d'or, caparaçonné d'azur, tenant de sa main dextre une épée et de sa senestre un bouclier ovale d'azur chargé d'une croix de Lorraine d'or, sur le tout de Leszczyński, qui est d'argent à la tête de buffle de sable accorné et annelé d'or). |
|        | Marie-Antoinette d'Autriche (1755 † 1793), mariée en 1770 à Louis XVI (1754 † 1793) Deux écus accolés : celui de France (d'azur aux trois fleurs de lys d'or) et celui des enfants de François de Lorraine et de Marie-Thérèse de Habsbourg (d'or, à l'aigle bicéphale de sable, membrée, becquée et liée de gueules ; sur le tout écartelé en 1 parti fascé de gueules et d'argent de huit pièces et de gueules, à la croix patriarcale pattée d'argent, issante d'une couronne d'argent, plantée au sommet d'un mont de trois coupeaux de sinople, en 2 de gueules au lion d'argent à la queue fourchée passée en sautoir, couronné, armé et lampassé d'or, en 3 bandé d'or et d'azur à la bordure de gueules et en 4 d'or à six tourteaux mis en orle, cinq de gueules, celui en chef d'azur chargé de trois fleurs de lis d'or, sur le tout parti de gueules à la fasce d'argent et d'or à la bande de gueules chargé de trois alérions d'argent). |
|        | Marie-Amélie de Bourbon-Siciles (1782 † 1866), mariée en 1809 à Louis-Philippe (1773 † 1850), roi des Français Deux écus accolés : celui des Bourbon Orléans (d'azur aux trois fleurs de lys d'or et au lambel d'argent) et celui de Bourbon-Sicile (Parti de deux, au I, écartelé : 1 et 4, d'or aux six fleurs de lys d'azur posées 3, 2 et 1, (qui est de Farnèse) ; 2 et 3, parti de gueules à la fasce d'argent (qui est d'Autriche) et bandé d'or et d'argent de six pièces à la bordure de gueules (qui est de Bourgogne ancien) ; sur-le-tout d'argent aux cinq écussons disposés en croix d'azur chargés de cinq besans d'argent en sautoir à la bordure de gueules chargée de huit châteaux d'or, donjonnés de trois tours, ouverts et ajourés d'azur (qui est de Portugal) ; au II, coupé de 3, au I parti d'écartélé au 1 et 4 de gueules au château d'or, donjonnés de trois tours, ouverts et ajourés d'azur (qui est de Castille) et au 2 et 3 d'argent au lion de pourpre (qui est de Léon) ; et contre-parti d'or aux quatre pals de gueules (qui est d'Aragon) et écartelé en sautoir d'or aux quatre pals de gueules et d'argent à l'aigle de sable (qui est de Sicile) ; enté en pointe d'argent à une pomme grenade de gueules tigée et feuillée de sinople (qui est de Grenade) ; au II parti de gueules à la fasce d'argent (qui est d'Autriche) et d'azur semé de lys d'or à la bordure componée de gueules et d'argent (qui est de Bourgogne), au III écartélé en 1 taillé d'argent de six pièces à la bordure de gueules (qui est de Bourgogne ancien) et d'or au lion de sable armé et lampassé de gueules (qui est de Flandre) au II tranché de sable au lion d'or armé et lampassé de gueules (qui est de Brabant) et d'argent à l'aigle de gueules (qui est de Tyrol), au 3 semé de lys d'or au lambel de gueules (qui est de Naples) et au 4 d'argent à la croix potencée d'or cantonné de quatre croisettes de même (qui est de Jérusalem) ; au III, d'or à six tourteaux mis en orle, cinq de gueules, celui en chef d'azur chargé de trois fleurs de lis d'or (qui est de Toscane) ; sur-le-tout d'azur à trois fleurs de lys d'or posés 2 et 1 à la bordure de gueules (qui est d'Anjou)). |